# X-сцепленное рецессивное наследование
X-сцепленное рецессивное наследование (англ. X-linked recessive inheritance) — один из видов сцепленного с полом наследования. Такое наследование характерно для признаков, гены которых расположены на Х-хромосоме и которые проявляются только в гомозиготном или гемизиготном состоянии. Такой тип наследования имеет ряд врождённых наследственных заболеваний у человека, эти заболевания связаны с дефектом какого-либо из генов, расположенных на половой Х-хромосоме, и проявляются в случае, если нет другой Х-хромосомы с нормальной копией того же гена. В литературе встречается сокращение XR для обозначения X-сцепленного рецессивного наследования.
Для Х-сцепленных рецессивных заболеваний характерно, что обычно поражёнными являются мужчины, для редких Х-сцепленных заболеваний это справедливо почти всегда. Все их фенотипически здоровые дочери являются гетерозиготными носительницами. Среди сыновей гетерозиготных матерей соотношение больных и здоровых равно 1 к 1.
Частным случаем Х-сцепленного рецессивного наследования является крисс-кросс наследование (англ. criss-cross inheritance, также наследование крест-накрест), в результате которого признаки отцов проявляются у дочерей, а признаки матерей — у сыновей. Название такому типу наследования дал один из авторов хромосомной теории наследования Томас Хант Морган. Он впервые описал такой тип наследования для признака цвета глаз у дрозофилы в 1911 году. Крисс-кросс наследование наблюдается тогда, когда мать является гомозиготой по рецессивному признаку, локализованному в Х-хромосоме, а у отца в единственной Х-хромосоме имеется доминантный аллель этого гена. Выявление такого вида наследования при анализе расщепления является одним из доказательств локализации соответствующего гена на Х-хромосоме.

## Особенности наследования рецессивных признаков, сцепленных с полом, у человека
У человека, как у всех млекопитающих, мужской пол гетерогаметный (XY), а женский пол гомогаметный (XX). Это означает, что у мужчин только одна Х- и одна Y-хромосома, а у женщин имеется две Х-хромосомы. В Х-хромосомах и Y-хромосомах есть небольшие гомологичные участки (псевдоаутосомные регионы). Наследование признаков, гены которых расположены в этих областях, аналогично наследованию аутосомных генов, и в этой статье оно не рассматривается. 
Признаки, сцепленные с Х-хромосомой, могут быть рецессивными и доминантными. Рецессивные признаки не проявляются у гетерозиготных особей в присутствие доминантного признака. Так как у мужчин есть только одна Х-хромосома, мужчины не могут быть гетерозиготными по тем генам, которые находятся в Х-хромосоме. По этой причине у мужчин возможны всего два состояния X-сцепленного рецессивного признака:
- при наличии в единственной Х-хромосоме аллеля, детерминирующего признак или расстройство, у мужчины проявляется таковой признак или расстройство, а все его дочери получают от него этот аллель вместе с Х-хромосомой (сыновья получат Y-хромосому);
- если такового аллеля в единственной в Х-хромосоме нет, то у мужчины этот признак или расстройство не проявляется и потомству не передаётся.

Так как у женщин две Х-хромосомы, то для Х-сцепленных рецессивных признаков у них возможны три состояния:
- аллель, определяющий этот признак или расстройство, отсутствует в обеих Х-хромосомах — признак или расстройство не проявляется и потомству не передаётся;
- аллель, определяющий признак или расстройство, присутствует только в одной Х-хромосоме — признак или расстройство обычно не проявляется, а при наследовании примерно 50 % потомков получают от неё этот аллель вместе с Х-хромосомой (другие 50 % потомков получат другую Х-хромосому);
- аллель, определяющий признак или расстройство, присутствует в обеих Х-хромосомах — признак или расстройство проявляется и потомству передаётся в 100 % случаев.

Некоторые расстройства, наследующиеся по X-сцепленному рецессивному типу, могут быть настолько тяжёлыми, что приводят к внутриутробной гибели плода. В этом случае среди членов семьи и среди их предков может не быть ни одного известного больного.
Женщины, которые имеют только одну копию мутации, называются носителями. Обычно такая мутация не выражается в фенотипе, то есть никак не проявляется. Отдельные заболевания с Х-сцепленным рецессивным наследованием всё же имеют некоторые клинические проявления у женщин-носителей вследствие механизма дозовой компенсации, благодаря которому в соматических клетках случайно инактивируется одна из Х-хромосом, и в одних клетках организма экспрессируется один Х-аллель, а в других — другой.

## Некоторые X-сцепленные рецессивные заболевания человека

### Распространённые
Часто встречающиеся X-сцепленные рецессивные заболевания:
- Наследственное нарушение цветового зрения (дальтонизм). Разной степенью слабости красно-зелёного восприятия в Северной Европе страдают примерно 8 % мужчин и 0,5 % женщин[10].
- X-сцепленный ихтиоз. На коже пациентов появляются сухие огрубевающие участки вследствие избыточного накопления сульфированных стероидов. Встречается у 1 из 2000-6000 мужчин[11].
- Мышечная дистрофия Дюшенна. Заболевание, сопровождающееся дегенерацией мышечной ткани и приводящее к смерти в молодом возрасте. Встречается у 1 из 3600 новорожденных мужского пола[12].
- Гемофилия A (классическая гемофилия). Заболевание, связанное с недостаточностью VIII фактора свёртываемости крови, встречается у одного из 4000-5000 мужчин[13].
- Гемофилия B. Заболевание, связанное с недостаточностью IX фактора свёртываемости крови, встречается у одного из 20 000-25 000 мужчин[14].
- Мышечная дистрофия Беккера. Заболевание аналогичное мышечной дистрофия Дюшенна, но протекающее несколько мягче. Встречается у 3-6 из 100 000 новорожденных мужского пола.
- Синдром Кабуки — множественные врождённые дефекты (пороки сердца, дефицит роста, потеря слуха, аномалии мочевыводящих путей) и умственная отсталость. Распространённость 1:32000[15].
- Дефицит глюкозо-6-фосфат дегидрогеназы, являющаяся причиной неиммунной гемолитической анемии вследствие воздействия ряда причин, среди которых наиболее частые: инфекции, прием различных медикаментов, химикатов или продуктов питания. Наиболее известное проявление - "фавизм", названное вследствие возникновения анемии при употреблении конских бобов(лат fava -боб).
- Синдром нечувствительности к андрогенам (синдром Морриса) — индивид с завершённым синдромом обладает женской внешностью, развитой грудью и влагалищем, несмотря на кариотип 46XY и неопустившиеся яички. Частота встречаемости от 1:20 400[16] до 1:130000[17] новорожденных с кариотипом 46,XY.

### Редкие
- Болезнь Брутона (врождённая агаммаглобулинемия). Первичный гуморальный иммунодефицит. Встречается среди мальчиков с частотой 1:100000[18] — 1:250 000[19].
- Синдром Вискотта-Олдрича — врождённый иммунодефицит и тромбоцитопения. Распространённость: 4 случая на 1 000 000 новорожденных мужского пола[20].
- Синдром Лоу (окулоцереброренальный синдром) — скелетные аномалии, разнообразные почечные нарушения, глаукома и катаракта с раннего детства. Встречается с частотой 1:500 000 новорожденных мужского пола[21].
- Синдром Аллана-Херндона-Дадли — редкий синдром, встречающийся только у мужчин, при котором нарушено постнатальное развитие головного мозга. Синдром вызван мутацией в гене MCT8, кодирующем белок, транспортирующий тиреоидный гормон. Впервые описан в 1944 году[22].